# Naves misteriosas
Naves misteriosas (Silent Running) es una película estadounidense de ciencia ficción posapocalíptica, dirigida en 1972 por Douglas Trumbull, quien anteriormente había trabajado como supervisor de efectos especiales en clásicos de la ciencia ficción como 2001: Odisea del espacio y La amenaza de Andrómeda.

## Argumento
En el siglo XXI, la vida vegetal ha desaparecido de la faz de la Tierra, y lo poco que queda aún de esa valiosa flora se encuentra en tres naves espaciales botánicas situadas en la órbita de Saturno. Con la esperanza depositada de que algún día se pueda repoblar de nuevo el planeta con las pocas especies existentes en las naves, el botánico Freeman Lowell (Bruce Dern) se responsabiliza de su cuidado y mantenimiento de una de ellas, el Valley Forge, hasta que recibe una inesperada orden de destruir todas las especies y regresar a la Tierra.
Ante esta situación, Lowell, desesperadamente, acabará por secuestrar el Valley Forge, matando al resto de su tripulación y emprendiendo una huida más allá de los anillos de Saturno en compañía de Huey y Dewey, dos robots de mantenimiento que acaba reprogramando también para las labores de jardinería, entre otras muchas cosas en su aventura espacial por defender los últimos recursos naturales de que dispone para sobrevivir.

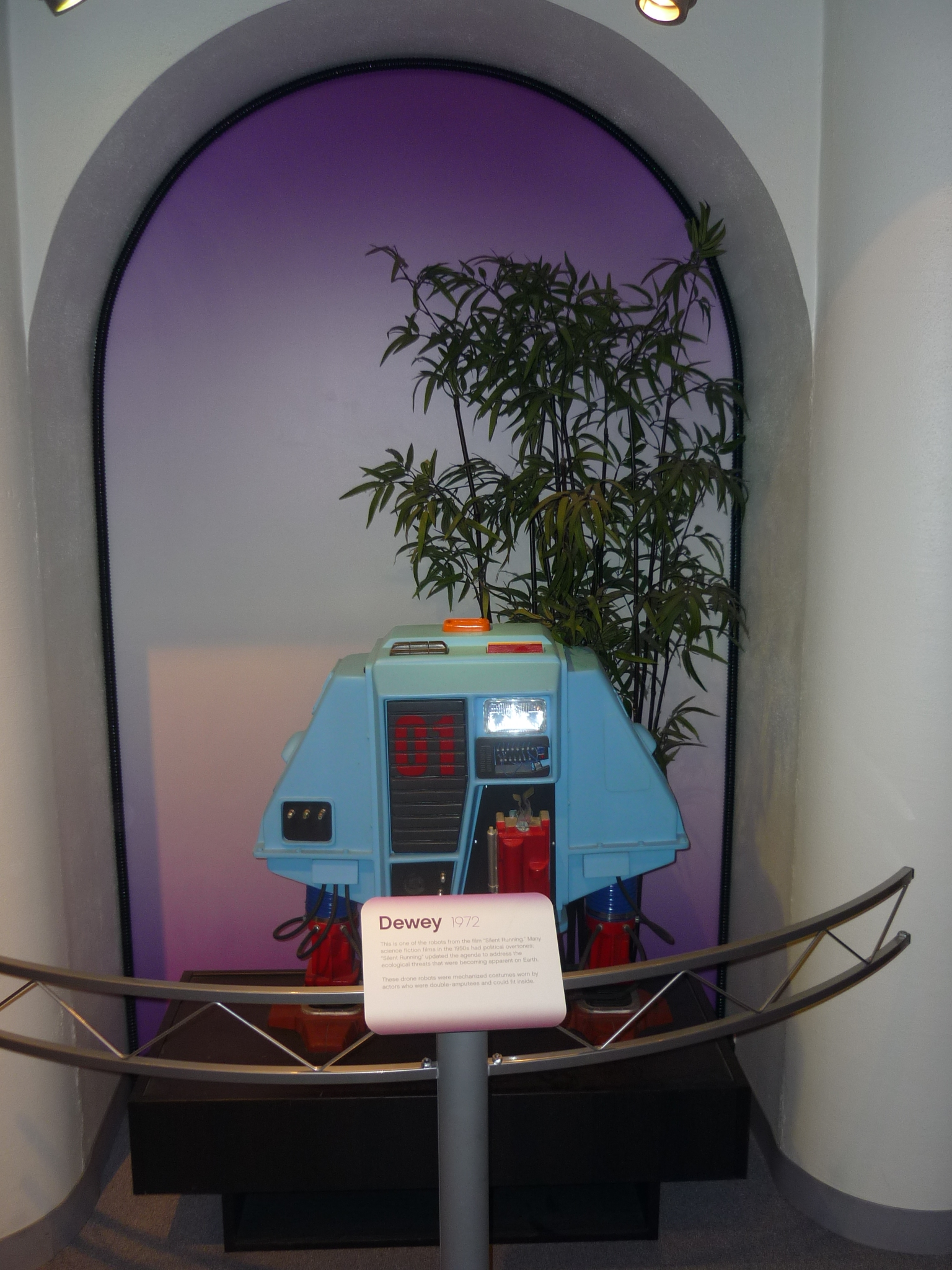
Réplica del robot Dewey en el Robot Hall of Fame, en Pittsburgh.

## Sobre la película

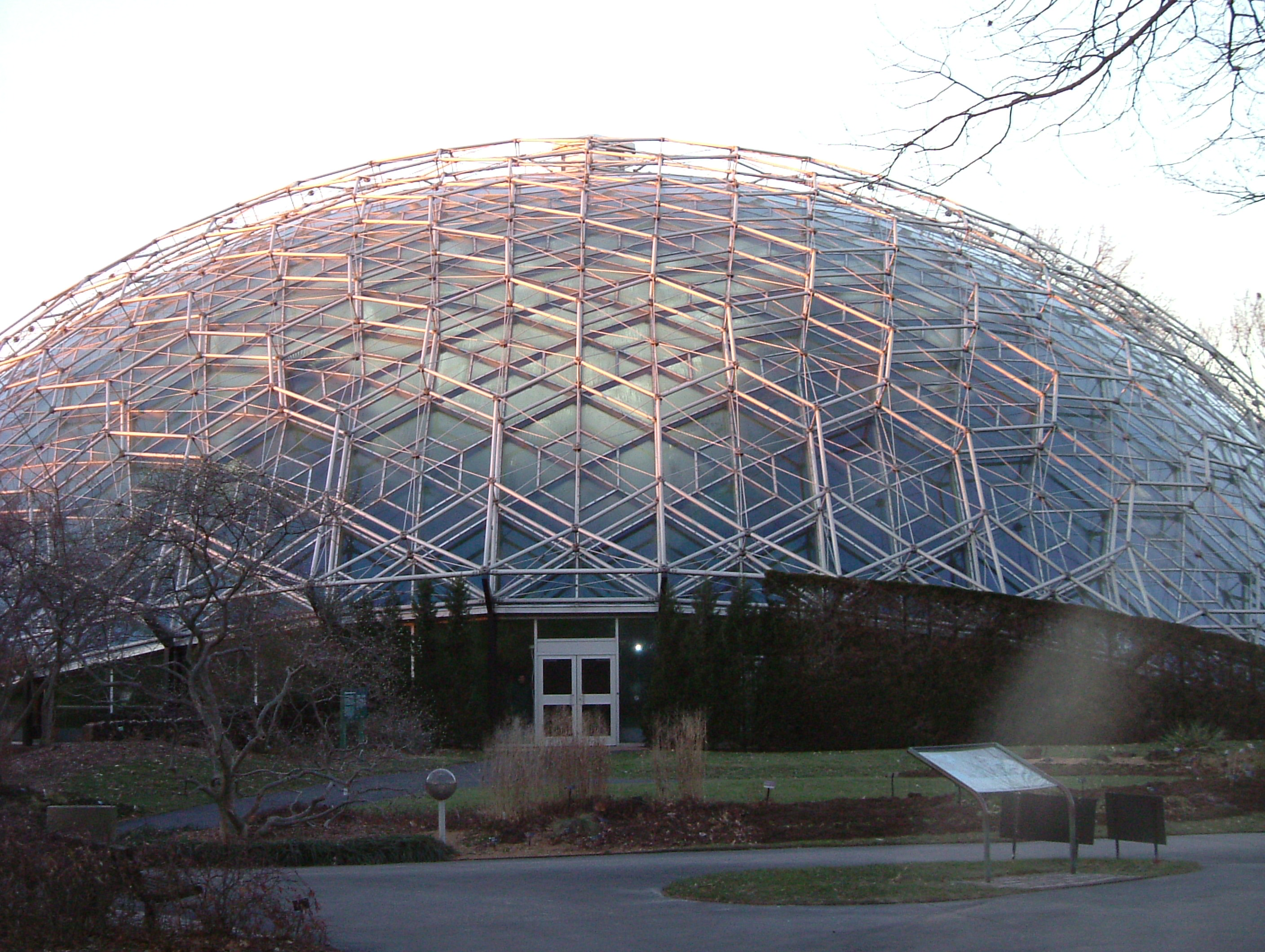
Nave misteriosa

Estreno en la dirección cinematográfica de uno de los magos y más importantes especialistas en el campo de los efectos especiales, parte de la historia del cine por su gran labor en películas como 2001: Una Odisea en el Espacio (1968) y Blade Runner (1982).
El fundamento de la historia tiene un cariz conservacionista, hecho influido por la época de su rodaje, en la cual el conservacionismo empezó a tener cierto peso que el cine de ciencia ficción manifestó de forma bastante clara en muchas de sus producciones de aquella década, de manera reivindicativa y preocupada por lo que pudiese suceder.
La película se desarrolló mientras su director Douglas Trumbull, con la ayuda de John Drysktra y Richard Yuricich, compaginaba su labor dirigiendo los efectos especiales de La amenaza de Andrómeda de Robert Wise, otra película de la misma productora, la Universal.
La trama, obra de Deric Washburn, Steven Bochco y Michael Cimino, se centra en un hombre que ama y valora la vida y la naturaleza por encima de todo, y que hace lo imposible por preservar lo que queda de ella, llegando a asesinar a sus compañeros a los cuales inconscientemente les da igual destruir toda una herencia de la que todos formamos parte, siendo egoístas y con ansias de importunar a nuestro sufrido protagonista, que demuestra ser mucho mejor persona de lo que en realidad eran sus compañeros.
De hecho, el esfuerzo del protagonista por humanizar a los dos robots de mantenimiento responde no sólo al sentimiento de soledad que lo asalta en su huida, sino también al peso de conciencia que siente tras el asesinato de sus compañeros, tratando en cierta forma de revivirlos en los droides (a destacar la escena de la partida de poker). Así, aunque convencido de su autoimpuesta misión para salvar al que denomina "mi bosque" (el último de la Tierra), no deja de admitir que nada justifica el crimen que ha cometido.
En su desarrollo, además de las extraordinarias canciones de Joan Baez bajo la contundente y a veces suavizada influencia musical de Peter Schickele, no pueden obviarse las bellas e impresionantes imágenes del entorno natural, con preciosos y vivos colores en los primeros minutos de filme que acompaña a los títulos de crédito, magistralmente filmadas por el director de fotografía Charles F. Wheeler. Las mismas podrían ser más propias de un documental del National Geographic.
También hay que decir que las magníficas maquetas de las naves espaciales botánicas fueron posteriormente reutilizadas por la Universal en la famosa serie de televisión Battlestar Galactica (1978-79).